# 波恰平齊 (特諾皮爾州)
49°30′50″N 25°29′38″E / 49.51389°N 25.49389°E

波恰平齊（羅馬化：Pochapyntsi）是烏克蘭的村落，位於該國西部捷爾諾波爾州，由捷爾諾波爾區負責管轄，始建於1472年，面積1.21平方公里，海拔高度320米，2023年人口571。